# دنيس بابان
دنيس بابان (بالفرنسية: Denis Papin)‏ (ولد في 1647 م - توفي في 1712 م ) هو عالم فيزيائي فرنسي أبصر النور في أسرة أعطت فرنسا عدداً من الأطباء، وقد تقرر أن يدرس الطب وهو في سن مبكرة. وقد نال سنة 1669 م شهادة الطب، ولكنه كان يميل إلى العلوم الطبيعية (الفيزياء) أكثر منه إلى الطب. وهكذا راح يحري اختبارات على البخار خلال عمله في لندن مع العالم الفيزيائي جون بويل .كان أول اختراعاته وأهمها جهازاً لإنتاج البخار المضغوط. ومن اختراعاته كذلك مضخة رفع الماء. وإليه يعود الفضل في أنه كان أول من اعترف بقضية المحرك البخاري

## روابط خارجية
- دنيس بابان على موقع الموسوعة البريطانية (الإنجليزية)
- دنيس بابان على موقع إن إن دي بي (الإنجليزية)